# Szkoła uczuć (powieść Curtis Sittenfeld)
Szkoła uczuć (tytuł oryginału: Prep) – wydany w 2005 roku powieściowy debiut amerykańskiej pisarki Curtis Sittenfeld.
Szkoła uczuć była według "New York Timesa" jedną z 10 najlepszych książek 2005 r. i była nominowana do brytyjskiej nagrody literackiej Orange Prize.
Książka opowiada o Lee Fiorze, nastolatce z South Bend w Indianie, która decyduje się na pójście do prestiżowego, prywatnego liceum z internatem w stanie Massachusetts. Lee szybko przekonuje się, że jej szkoła to hermetyczny światek zblazowanych, bogatych i urodziwych nastolatków. Kiedy tylko wchodzi do szkoły imienia Aulta w Massachusetts, przekonuje się, że czeka ją ciężka praca. Relacje z ludźmi stają się dla niej skomplikowane, rodzice odlegli, nauka trudniejsza.